# Рафайловець
Рафа́йловець (пол. Rafaiłow) — гірський потік в Україні, у Надвірнянському районі Івано-Франківської області в Галичині. Права притока Бистриці Надвірнянської (басейн Дністра).

## Опис
Довжина потоку приблизно 9,46 км, найкоротша відстань між витоком і гирлом — 7,91 км, коефіцієнт звивистості потоку — 1,2. Формується багатьма безіменними гірськими потоками. Потік тече в Українських Карпатах.

## Розташування
Бере початок на південних схила перевалу Таупширка (1503 м). Тече переважно на південний схід понад перевалом Легіонів і на південно-західній околиці села Бистриця впадає у річку Бистрицю Надвірнянську, праву притоку Бистриці. 
Населені пункти вздовж берегової смуги: Згари, Причіл.

## Цікавий факт
- У верхів'ї потоку розташований Тавпишірківський заказник загального державного значення[4].